# Ali-Asghar Shahbazi
Ali-Asghar Shahbazi, pers. علی‌اصغر شهبازی (ur. w listopadzie 1922 w Teheranie, zm. 29 listopada 2020 tamże) – irański niezawodowy aktor filmowy. Z zawodu był pracownikiem banku. Zasłynął z roli ojca Nadera w filmie Rozstanie (2011) w reżyserii Asghara Farhadiego. Przyniosła mu ona zbiorowego Srebrnego Niedźwiedzia dla najlepszego aktora na 61. MFF w Berlinie.